# Martin Boquist
Martin Boquist, švedski rokometaš, * 2. februar 1977, Gothenburg.
Leta 2000 je na poletnih olimpijskih igrah v Sydneyju v sestavi švedske reprezentance osvojil srebrno olimpijsko medaljo.